# Karel Borwin van Mecklenburg-Strelitz

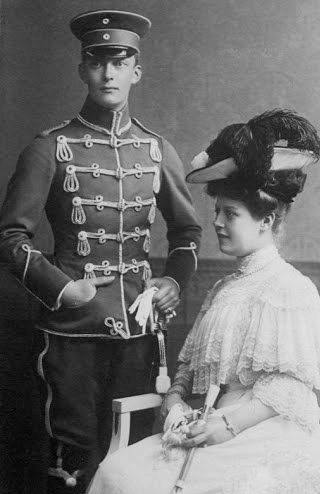
Karel Borwin van Mecklenburg-Strelitz met zijn oudere zuster Marie

Karel Borwin Christiaan Alexander Arthur van Mecklenburg-Strelitz (Neustrelitz, 10 oktober 1888 - Le Ban-Saint-Martin, nabij Metz, 24 augustus 1908) was een hertog uit het huis Mecklenburg-Strelitz. 
Hij was het vierde en jongste kind van groothertog Adolf Frederik V en Elisabeth van Anhalt-Dessau. Hij groeide met zijn zusters Marie en Jutta en zijn broer, erfgroothertog Adolf Frederik op op Slot Neustrelitz. Na zijn middelbareschoolopleiding, koos hij voor een militaire loopbaan en werd luitenant in het Holsteinse Veldartillerieregiment 24, waarvan het garnizoen gevestigd was in Güstrow.

## Dood
Aan Karel Borwins leven kwam een einde na een duel. Karel Borwins oudste zuster, Marie, was een morganatisch huwelijk aangegaan met de Franse graaf George Maurice Jametel. Het paar had de eerste jaren van het huwelijk afwisselend in Engeland en Frankrijk gewoond, maar sinds 1906 leefden ze gescheiden. Toen zij in 1908 vernam van de geheime relatie die haar man onderhield met de Spaanse infanta Eulalia, vroeg ze de scheiding aan. Karel Borwin, op dat moment gelegerd in Metz, zou hierop de graaf hebben uitgedaagd voor een duel teneinde de eer van zijn zuster en van het Huis Mecklenburg te verdedigen. Bij het duel, dat op 24 augustus 1908 werd gehouden, zou hij dodelijk gewond zijn geraakt. Zijn lichaam werd in een gesloten kist naar Mirow, waar de crypte der Mecklemburgers zich bevond, vervoerd.
Over de doodsoorzaak werd geheimzinnig gedaan zodat verschillende geruchten konden ontstaan. Volgens een van deze verhalen zou hij zelfmoord hebben gepleegd nadat een aangeschoten vaandrig zich negatief had uitgelaten over Karel Borwins zuster. In 1918 schreef de New York Times dat Karel Borwin bij een auto-ongeluk om het leven was gekomen. Volgens de officiële berichten zou hij na een kort maar hevig ziekbed zijn overleden. 